# Вестерн (Небраска)
Вестерн (англ. Western) — селище (англ. village) в США, в окрузі Салін штату Небраска. Населення — 227 осіб (2020).

## Географія
Вестерн розташований за координатами 40°23′35″ пн. ш. 97°11′54″ зх. д. / 40.39306° пн. ш. 97.19833° зх. д. (40.393079, -97.198396).  За даними Бюро перепису населення США в 2010 році селище мало площу 1,26 км², уся площа — суходіл.

## Демографія
Згідно з переписом 2010 року, у селищі мешкало 235 осіб у 111 домогосподарстві у складі 69 родин. Густота населення становила 187 осіб/км².  Було 140 помешкань (111/км²).
Расовий склад населення:
| - 94,9 % — білих - 1,3 % — азіатів - 3,8 % — осіб інших рас |

До двох чи більше рас належало 0,0 %. Частка іспаномовних становила 4,7 % від усіх жителів.
За віковим діапазоном населення розподілялося таким чином: 18,7 % — особи молодші 18 років, 60,0 % — особи у віці 18—64 років, 21,3 % — особи у віці 65 років та старші. Медіана віку мешканця становила 50,5 року. На 100 осіб жіночої статі у селищі припадало 92,6 чоловіків;  на 100 жінок у віці від 18 років та старших — 96,9 чоловіків також старших 18 років.
Середній дохід на одне домашнє господарство  становив 54 710 доларів США (медіана — 43 750), а середній дохід на одну сім'ю — 59 263 долари (медіана — 44 875). За межею бідності перебувало 2,3 % осіб, у тому числі 4,3 % дітей у віці до 18 років та 2,5 % осіб у віці 65 років та старших.
Цивільне працевлаштоване населення становило 175 осіб. Основні галузі зайнятості: виробництво — 22,9 %, освіта, охорона здоров'я та соціальна допомога — 14,3 %, транспорт — 10,3 %, роздрібна торгівля — 9,7 %.